# Залавар
Залавар (на унгарски: Zalavár) е село в западна Унгария, разположено в окръг Кестхей, област Зала, регион Западно Заддунавие. Населението му според преброяването през 2022 г. е 870 жители.

## Население
Численост на населението според преброяванията през годините:
- 1980 – 1238 жители;
- 1990 – 1125 жители;
- 2001 – 915 жители;
- 2011 – 912 жители;
- 2022 – 870 жители.

Според преброяването на населението през 2022 г. има 870 жители, от тях: 763 (87,70%) унгарци, 17 (1,95%) цигани, 12 (1,37%) германци, 5 (0,57%) българи, 91 (10,45%), за които не е посочена етническа принадлежност, а 36 (4,13%) са определени като „местна националност“.